# Dante do Amaral
Dante do Amaral, noto anche come Dante Amaral o semplicemente Dante (Itumbiara, 30 settembre 1980), è un ex pallavolista brasiliano.
Giocava nel ruolo di schiacciatore.

## Carriera
Dante Amaral comincia a giocare a pallavolo all'età di 14 anni nella scuola che frequentava, dopo aver praticato nuoto nella sua città natale. La sua carriera sportiva ha inizio tra le file del club Unincor Três Corações, con cui resta legato per due anni.
All'età di 19 anni fa il suo debutto in nazionale, prendendo parte e vincendo il campionato sudamericano 1999 e partecipando alle Olimpiadi di Sydney 2000, dove viene pesantemente criticato in seguito alla brutta prestazione offerta nei quarti di finale contro l'Argentina che era costata l'eliminazione del Brasile dalla competizione.
Nella stagione 2000-01 passa all'União Suzano, con cui arriva in finale nel campionato paulista. Convocato in nazionale dal neo-allenatore Bernardo de Rezende, Dante migliora in breve tempo la propria tecnica, entrando in confidenza anche con i fondamenti di seconda linea, e il suo ruolo cambia da opposto a schiacciatore-ricevitore. Durante l'estate conquista la medaglia d'oro alla World League e al campionato sudamericano, oltre al secondo posto nella Grand Champions Cup.
La stagione successiva è al Minas Tênis Clube, con cui vince il campionato mineiro e la sua prima superliga. Dopo aver conquistato l'argento nella World League di Belo Horizonte, vince il campionato mondiale in Argentina.
Nella stagione 2002-03 fa la sua prima esperienza all'estero, nel club italiano della Pallavolo Modena, con cui conquista, nei tre anni di permanenza, la Coppa CEV 2003-04. In questi anni, con la nazionale, vince due campionati sudamericani, tre World League, la Coppa del Mondo 2003 e, soprattutto, la medaglia d'oro alle Olimpiadi di Atene, dove viene anche premiato come miglior schiacciatore.
Conclusa l'esperienza in Italia, gioca in Grecia, al Panathinaikos Athlitikos Omilos, con cui si aggiudica, in tre stagioni, una Supercoppa, due Coppe di Grecia e il campionato 2005-06. Nell'estate del 2006 vince la medaglia d'oro alla World League di Mosca e il suo secondo campionato mondiale; l'anno successivo vince ancora la World League, il campionato sudamericano e la sua seconda Coppa del Mondo. Tuttavia, l'estate 2008 si rivela deludente: il Brasile chiude al quarto posto la World League organizzata in casa e viene battuto nella finale olimpica di Pechino dagli Stati Uniti.
Nella stagione 2008-09 continua la sua permanenza in Europa, alla Volejbol'nyj klub Dinamo Moskva, con cui rimane legato per tre anni, tranne per una breve parentesi al Brasil Vôlei Clube nel 2009. Con il club russo si aggiudica due Supercoppe e la Coppa di Russia 2008, oltre a giocare la finale della Champions League 2009-10, persa contro la Trentino Volley, e la finale del campionato 2010-11, persa contro il Volejbol'nyj klub Zenit-Kazan'. Nel 2010, come quattro anni prima, vince l'oro alla World League e si laurea tricampione del mondo, battendo in finale Cuba al mondiale in Italia; nel settembre del 2011 si aggiudica il sesto campionato sudamericano consecutivo.
Nel 2011 torna in Brasile, ingaggiato dall'Associação Desportiva RJX, club in cui milita per due stagioni e con cui vince due edizioni del campionato carioca e la Superliga 2012-13. Nel 2012 chiude al sesto posto la final six di Sofia e viene nuovamente sconfitto nella finale olimpica, stavolta dalla Russia. Nel 2013 chiude al secondo posto la World League, battuto di nuovo in finale dalla nazionale russa, mentre vince il campionato sudamericano.
Nella stagione 2013-14 si trasferisce nella V.Premier League giapponese, ingaggiato dai Panasonic Panthers, con cui vince lo scudetto ed il Torneo Kurowashiki. Nella stagione seguente torna in Brasile, vestendo la maglia della Funvic, aggiudicandosi il Campionato Paulista e la Coppa del Brasile.
Nel campionato 2015-16 ritorna ai Panasonic Panthers, mentre nel campionato seguente è nuovamente in Grecia, questa volta ingaggiato dal PAOK Salonicco, in Volley League. Dopo un'ultima stagione in patria con la maglia della Funvic, nel 2018 si ritira dall'attività agonistica.

## Palmarès

### Club
- Campionato brasiliano: 2

2001-02, 2012-13
- Campionato greco: 1

2005-06
- Campionato giapponese: 1

2013-14
- Coppa di Grecia: 2

2006-07, 2007-08
- Coppa di Russia: 1

2008
- Coppa del Brasile: 1

2015
- Supercoppa greca: 1

2006
- Supercoppa russa: 2

2008, 2009
- Torneo Kurowashiki: 1

2014
- Campionato Mineiro: 1

2002
- Campionato Carioca: 2

2011, 2012
- Campionato Paulista: 1

2014
- Coppa CEV: 1

2003-04

### Nazionale (competizioni minori)
- Coppa America 2000
- Giochi panamericani 2003
- Coppa America 2005
- Giochi panamericani 2007
- Coppa America 2008
- Memorial Hubert Wagner 2010

### Premi individuali
- 2004 - World League: Miglior ricevitore
- 2004 - Giochi della XXVIII Olimpiade: Miglior attaccate
- 2005 - Coppa America: MVP
- 2005 - Coppa America: Miglior realizzatore
- 2005 - World League: Miglior muro
- 2006 - Campionato mondiale: Miglior attaccante
- 2006 - Supercoppa greca: MVP
- 2007 - Coppa del Mondo: Miglior attaccante
- 2008 - World League: Miglior attaccante
- 2010 - Champions League: Miglior attaccante
- 2010 - Memorial Hubert Wagner: Miglior ricevitore
- 2011 - Campionato sudamericano: Miglior attaccante
- 2014 - Torneo Kurowashiki: Sestetto ideale